# 新居浜駅
新居浜駅（にいはまえき）は、愛媛県新居浜市坂井町二丁目にある、四国旅客鉄道（JR四国）・日本貨物鉄道（JR貨物）予讃線の駅。駅番号はY29。駅名標のコメントは「太鼓台と別子銅山の駅」。東予地方の無人駅の管理駅。JR四国の県内利用者数第3位、貨物取扱量四国第2位の駅である。近年利用者数は増加傾向の駅でもある。駅より約1km北に市街地が位置しており、特殊な都市構造としても有名。

## 歴史
この地方最大の都市の駅であるが、臨海部と山麓部で二極化して発展した街であるために、その中間に位置する駅周辺の開発が自然発展に任せていた状態であった（この件については新居浜市#市街地も参照）。そのため、後述の再開発着手前までは街の規模からは想像出来ない程寂れた印象であった。当駅の立地要因としてまず挙げられるのが、塩田として栄えた本市多喜浜地区への配慮である。駅開業時の大正時代には、路線を現市内上部地区旧国道11号線の近隣に敷設する案もあったが、塩田の繁栄が著しかった多喜浜地区に駅を作ることがどうしても不可欠となり、多喜浜駅から延伸したエリアである当時賑わいの薄かった現・坂井町の近辺に当駅を設けることとなった。また、別の理由としては、鉱山都市として発展を続けていた本市では、予讃線の開業よりも前にすでに市内に鉱山鉄道（住友別子鉱山鉄道）が開業し、銅鉱石の輸送のほか、鉱山労働者輸送も行っていた。そのため、国鉄の駅の立地がさほど重要視される時世ではなかったことが挙げられる。
住友別子鉱山鉄道が廃止された現在では、駅周辺は市の玄関口としての重要性から、本市の新都市拠点と位置付けられ、都市機能充実が進められている。

### 年表
- 1921年（大正10年）6月21日：鉄道省予讃本線伊予土居駅 - 伊予西条駅間開通と同時に開設[2]。
- 1942年（昭和17年）11月12日：住友別子鉱山鉄道国鉄新居浜駅連絡線開通。
- 1950年（昭和25年）3月17日：昭和天皇のお召し列車が伊予三島駅発 - 新居浜駅間で運行（昭和天皇の戦後巡幸）[3]。
- 1967年（昭和42年）1月31日：鉱山鉄道連絡線廃止。
- 1979年（昭和54年）
  - 2月20日：駅舎改築のため、仮駅舎に移転[4]。
  - 10月1日：現在の駅舎完成[1]。
- 1986年（昭和61年）11月1日：荷物取扱廃止（新聞紙以外を除く）[2]。
- 1987年（昭和62年）4月1日：国鉄分割民営化によりJR四国・JR貨物の駅となる[2]。
- 1989年（平成元年）9月21日：駅構内にウィリーウィンキーが開店[5]。
- 2007年（平成19年）：LED式列車案内標を設置。
- 2011年（平成23年）5月24日：土地区画整理事業に伴う駅前広場が完成し、駅舎前に雨よけの屋根が設置される[1][6][7]。
- 2012年（平成24年）：自動券売機を、松山駅や高松駅などと同じタッチパネル式のものに更新。同時に指定席券売機の供用も開始。
- 2013年（平成25年）：みどりの窓口が改札横から、ワーププラザ右隣に移転。これに伴い、待合室側にみどりの窓口用の出入口を確保する為券売機の移動も実施。新居浜市が整備した有料駐輪場と駅駐車場（送迎等の30分以内の利用に限る・無料）が稼働を開始。
- 2014年（平成26年）：駅駐車場で30分を超える利用が後を絶たないことから、4月よりゲート式となり30分まで無料、以降30分100円とする有料化を実施。新居浜市が整備した南北連絡橋（エレベーター付）と公衆トイレ、新居浜駅南駐車場が竣工。南駐車場はパークアンドライド用とされ、30分まで無料、30分以降30分100円だが24時間上限600円とされ、駅駐車場と差別化されている、また、車deトレイン駐車場の一部が同駐車場に隣接した専用区画に移動[注釈 1]。
- 2015年（平成27年）11月27日：四国キヨスク運営の「BIG KIOSK新居浜駅店」が、拡張・改装され「セブン-イレブンKIOSK新居浜駅店」となる。このため、拡張部分にあたる喫茶店が改装を前に営業を終了した。これにより、セブン-イレブン部分でのみICOCA(及び相互利用可能な交通系電子マネー)の利用が可能となる[注釈 2]。
- 2017年（平成29年）9月：バリアフリー工事を実施し、跨線橋の2・3番のりば東側階段を撤去し1番のりば東側と階段撤去後の2・3番のりば東側にエレベーター設置、及びLED方式の発車標を1番ホーム及び2・3番ホームに増設。改札前の発車標も従来より手前に移動させ、未導入だった簡易自動放送を導入。更に構内トイレに多機能トイレを設置。
- 2018年（平成30年）4月27日：接近メロディを「ちょおうさじゃ」に変更[8][9]。
- 2020年（令和2年）8月末：ウィリーウィンキーが閉店[10]。
- 2022年（令和4年）12月28日：この日をもって、「新居浜駅ワーププラザ」の営業を終了[11]。

## 駅構造

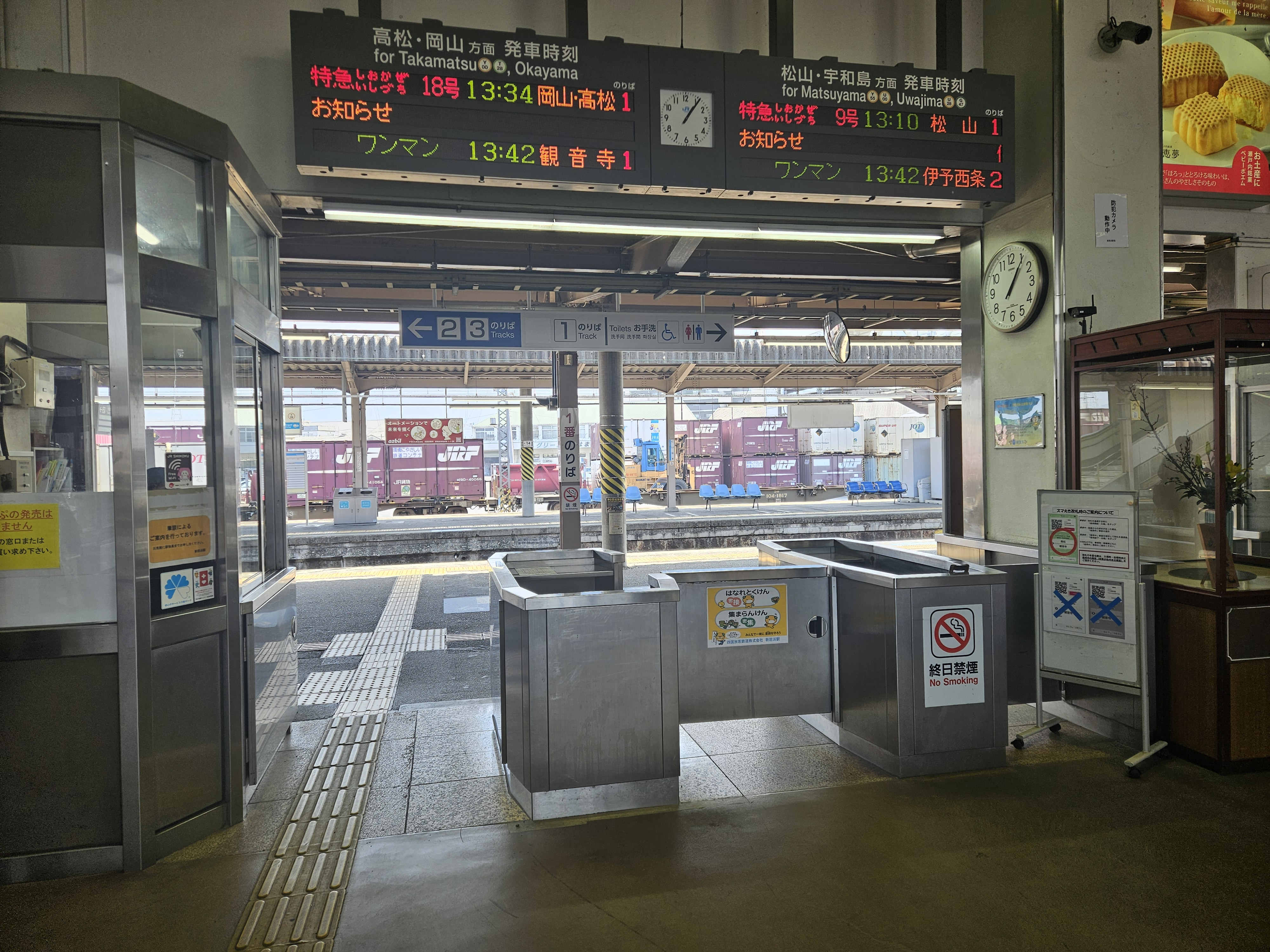
改札口（2025年3月）
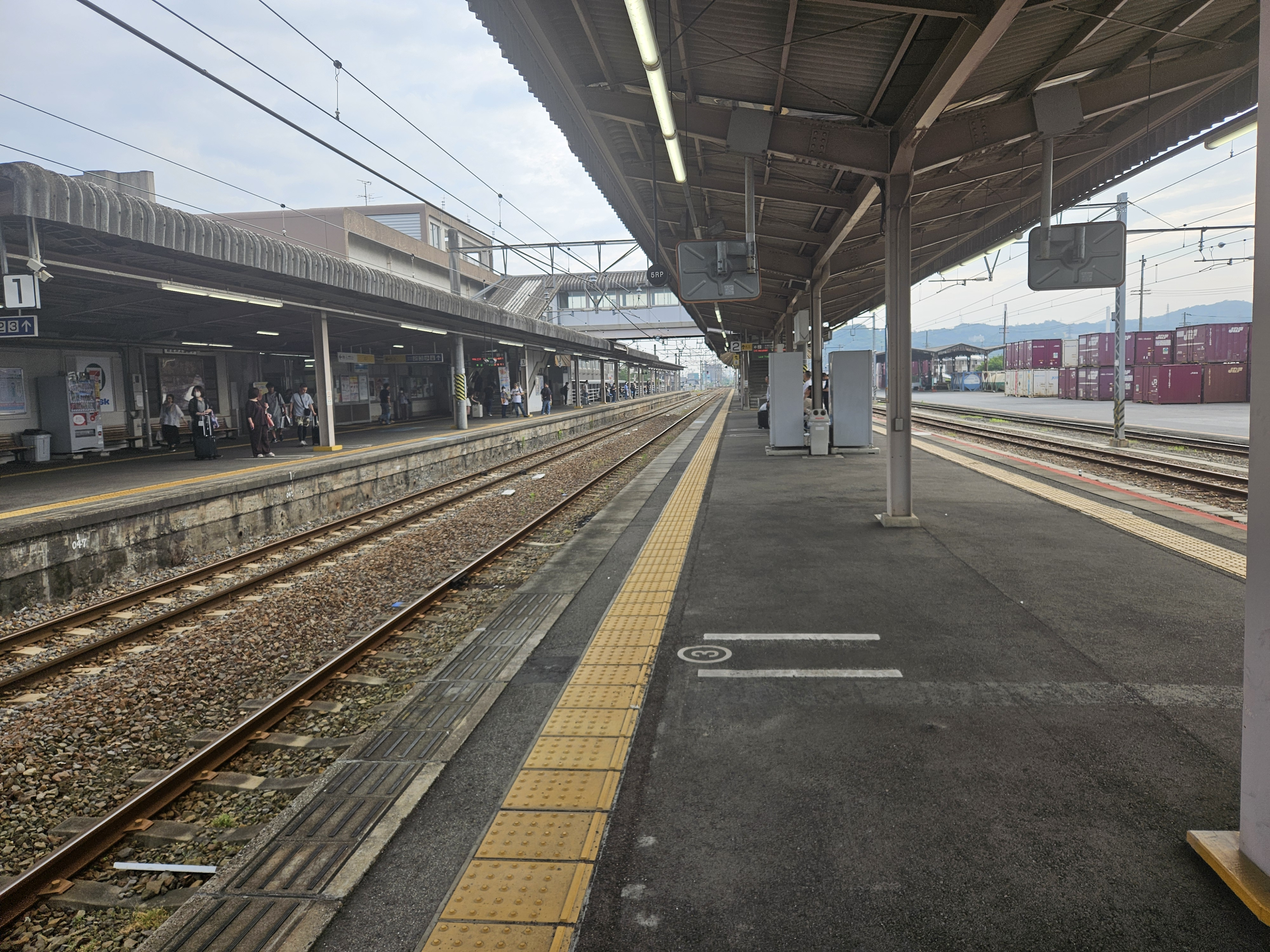
ホーム（2025年6月、中萩駅方面より）
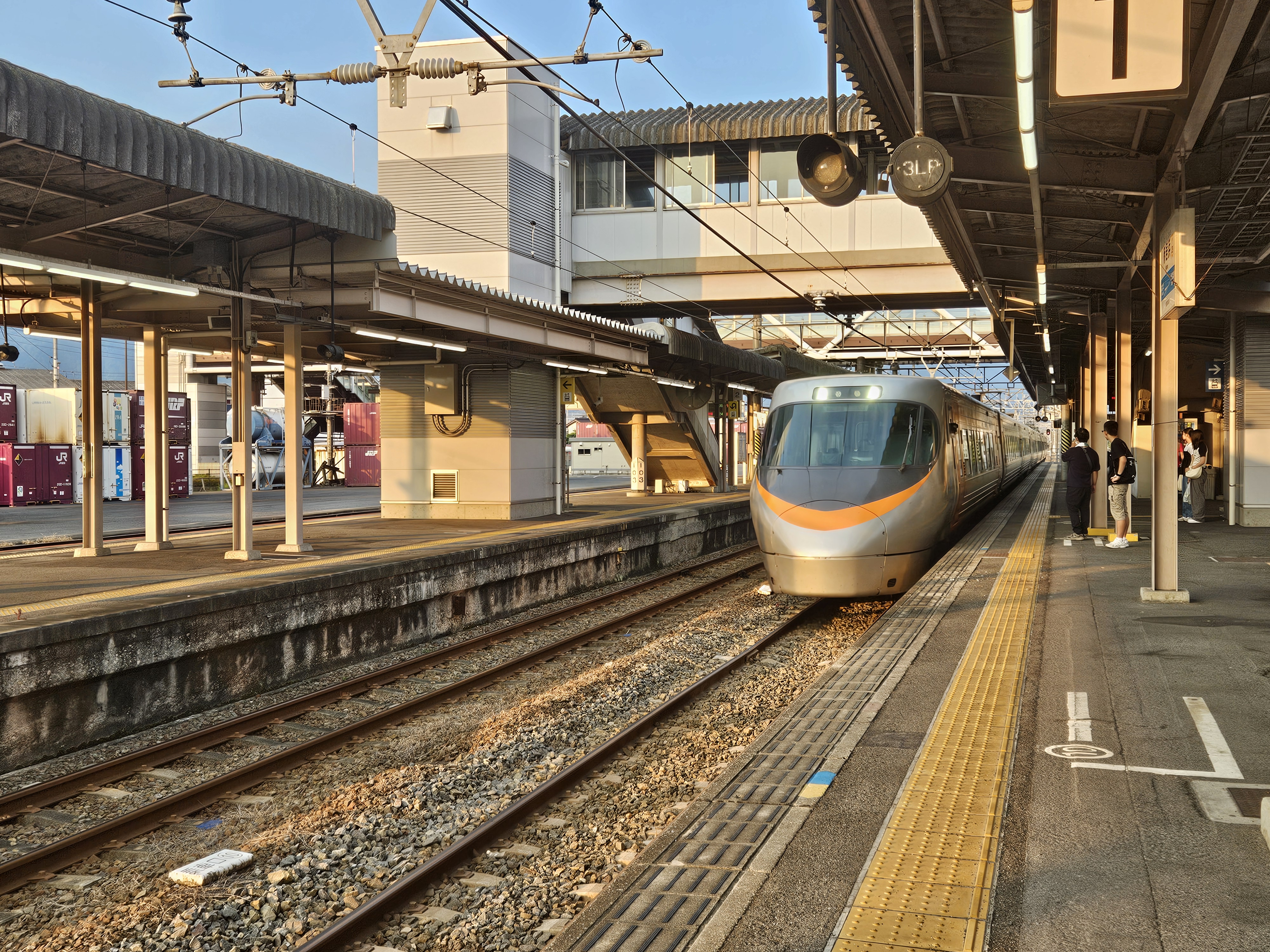
ホーム（2024年8月、多喜浜駅方面より）

単式ホーム1面1線と島式ホーム1面2線、計2面3線のホームを有する地上駅。駅舎は構内の北側、単式ホームの1番線に接し、タッチパネル式の券売機のうち1台は指定席券売機となっており、新幹線の指定席券などの購入が可能。改札口は有人改札となっている。ホーム間の連絡用に跨線橋が設けられ、2017年9月28日から跨線橋用にエレベータが運用されている。
駅舎には、みどりの窓口、セブン-イレブンKIOSKが入居している。2015年9月までは、喫茶店としてリトルポット新居浜店もあったが、KIOSKのセブン-イレブンへの改装に伴い閉店した（現在はセブン-イレブンのバックヤードとして使われている）。また、ワーププラザの隣にも店舗スペースがあり、ベーカリーとしてウィリーウィンキー新居浜店が1989年から営業していたが、ウィリーウィンキーのステーションクリエイト東四国への吸収合併に伴う店舗再編により2020年8月末に閉店。空き店舗状態を経て、跡地には2021年4月、新居浜市観光物産協会運営の観光･物産案内拠点「ここくる にいはま」がオープンした。
待合室側に向かって発車標が設置されており、現駅舎が供用開始されてから長らく回転幕による表示方式を採用していた。この発車案内標は、2008年1月にLEDで表示を切替える方式に変更された。LED式発車標では、特急列車の停車駅や、途中で編成を分割し、別々の終着駅に向かう列車については、それぞれの行先に向かう車両の号車番号なども案内出来るようになった。更に前述したバリアフリー化工事により各ホームにも発車標が増備されている。なお、最寄りの有人駅である伊予西条駅や松山駅などで使用されている列車の入線を案内する自動音声放送は採用されていなかったが、これもバリアフリー化工事により導入された。
入線メロディーは自動音声放送導入当初は設定されず、入線するのりばと列車の上り下りの別、黄色い点字ブロックまで下がるように注意する日本語アナウンスの後、同様の内容の英語アナウンスが流れてから警告音で注意を促す方式となっていたが、2017年10月20日に音声が更新され、JR四国基本型（香川県内の主要駅を中心に、愛媛県内では今治駅でも使用されている。かつては伊予西条駅、松山駅でも使用されていた）。の入線メロディーである『瀬戸の花嫁』の使用を開始した。2018年4月27日からは新居浜太鼓祭りで使用されている『ちょおうさじゃ』に変更した。

### のりば
| のりば | 路線    | 方向 | 行先                             | 備考                 |
| ------ | ------- | ---- | -------------------------------- | -------------------- |
| 1      | ■予讃線 | 上り | 観音寺・多度津・高松・岡山方面   | 特急は原則このホーム |
| 1      | ■予讃線 | 下り | 伊予西条・今治・松山・宇和島方面 | 特急は原則このホーム |
| 2      | ■予讃線 | 下り | 伊予西条・今治・松山・宇和島方面 | 行違い時             |
| 3      | ■予讃線 | 上り | 観音寺・多度津・高松方面         | 一部の普通のみ       |
| 3      | ■予讃線 | 下り | 伊予西条・今治・松山方面         | 一部の普通のみ       |

付記事項
- 原則として上下線とも駅舎側の1番線を使用し、行き違いがあるときで特急同士、普通同士の場合は下り列車が2番線に入る。特急と普通の場合は特急が1番線に入る。3番線は特急に接続する普通が使用するのみである。
- 松山発当駅止まりのいしづちは、到着後伊予西条駅に回送され入庫する。当駅始発のモーニングEXP松山も伊予西条駅から回送される。

## 貨物駅

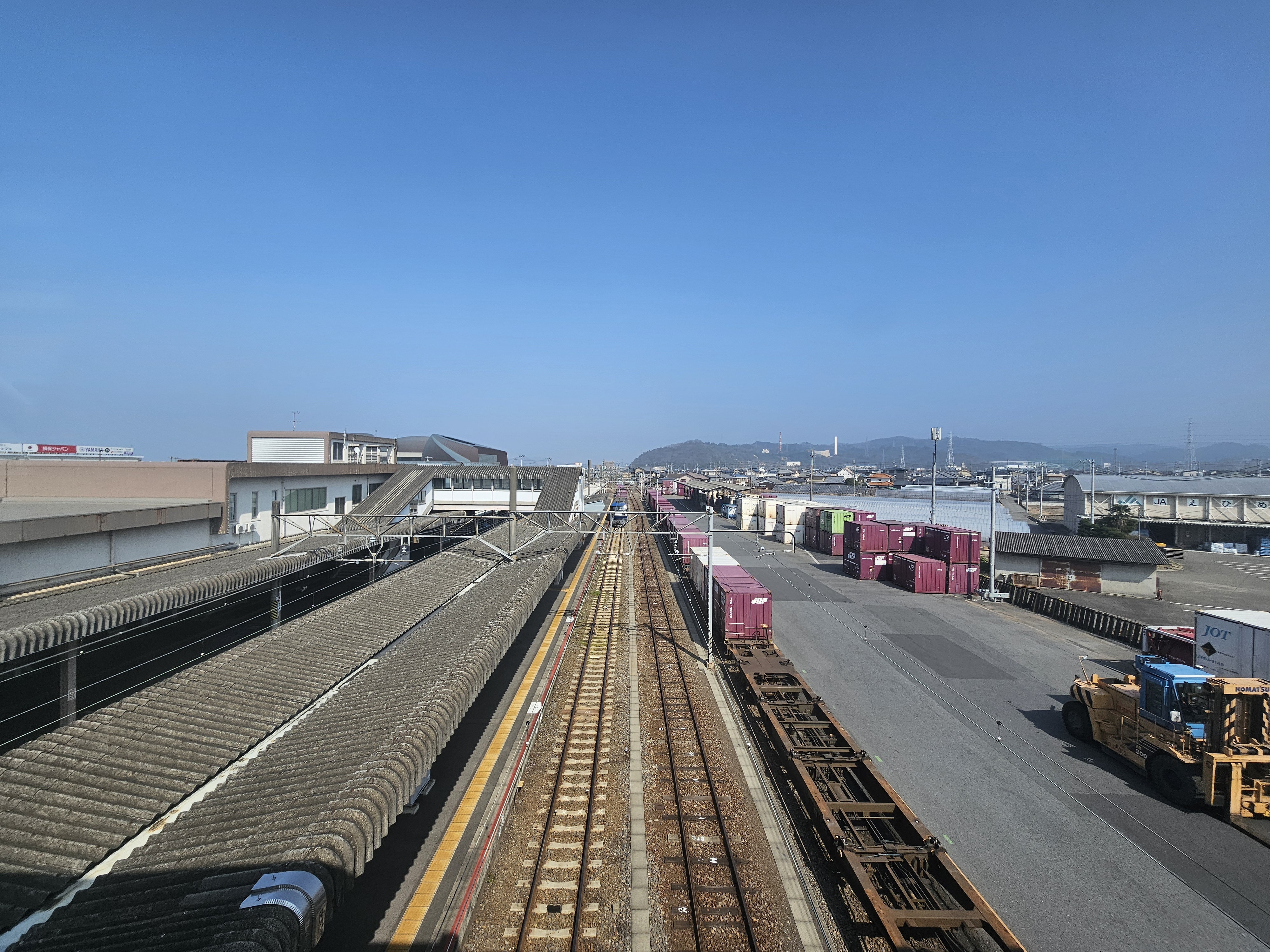
12 ftコンテナ用として貨物駅の半分区画となる、コンテナ専用の東地区風景。左側は、在来線の駅ホーム（2025年3月）

JR貨物の施設は、本線の南側に位置する。一部、2面2線のコンテナホームが東西に並んで設置されている。荷役線は、3番線から中萩駅方面に伸びる引上線から分岐している。また、東西に伸びる貨物駅への唯一の入り口は中央部に位置しており、この入口を境として、右側（高松駅方向となる東側）エリアでは、12ftコンテナ用、1面仕様のホームと積載貨物仕分用の、荷捌き場がある。さらに、左側（松山駅方向となる西側）エリアでは、2面2線仕様のコンテナホームで、主に20fコンテナ用ヤードとなっており、24t対応のトップリフターが配置されている。また12ftタンクコンテナも基本的には、このエリアに置かれている。

### 取扱う貨物の種類
- コンテナ貨物
  - 12 ftコンテナ、20 ft・30 ftの大型コンテナ、20 ftのISO規格海上コンテナを取り扱う。
- 産業廃棄物・特別管理産業廃棄物の取扱許可を得ている。

### 貨物列車
貨物列車は、高松貨物ターミナル駅方面との間に1日2往復高速貨物列車が運行されている。高松貨物ターミナル駅へ向かう上り列車は同駅よりも先に直通し、大阪貨物ターミナル駅や東京貨物ターミナル駅へ向かう。

## 利用状況

### 旅客
2023年（令和5年）度の1日平均乗車人員は1,953人である。
また、四国4県の統計年鑑の2004年度分の駅別輸送実績を参照した場合、JR四国全258駅駅中10位、予讃線全94駅中9位、JR四国の愛媛県内の駅では、松山駅、今治駅に次いで3位となる。近年の利用者数は総じてみれば増加基調を辿っているが、これは通勤通学の定期利用客の順調な増加が、長距離利用客が多い定期外利用客の減少をカバーしているということである。定期利用客の増加の理由としては、駅周辺への事業所の集積が進みつつあることや、予讃線に並行するバス路線が縮小されていること、定期外利用客の減少の理由としては、1998年の明石海峡大橋開通や徳島県内の高速道路延伸により、対阪神ダイヤを拡充させた高速バスと間で競合が引き起こったことが挙げられる。
近年の1日平均乗車人員は以下の通り。
| 年度   | 1日平均 乗車人員 |
| ------ | ---------------- |
| 2000年 | 1,818            |
| 2001年 | 1,861            |
| 2002年 | 1,794            |
| 2003年 | 1,777            |
| 2004年 | 1,783            |
| 2005年 | 1,835            |
| 2006年 | 1,840            |
| 2007年 | 1,881            |
| 2008年 | 1,846            |
| 2009年 | 1,770            |
| 2010年 | 1,828            |
| 2011年 | 1,868            |
| 2012年 | 1,876            |
| 2013年 | 1,910            |
| 2014年 | 1,990            |
| 2015年 | 2,017            |
| 2016年 | 2,001            |
| 2017年 | 2,071            |
| 2018年 | 2,019            |
| 2019年 | 1,948            |
| 2020年 | 1,370            |
| 2021年 | 1,528            |
| 2022年 | 1,804            |
| 2023年 | 1,953            |

1日平均乗車人員（単位：人/日）

### 貨物
2011年度の年間コンテナ発送量は106,578トン、到着量は35,011トンであった。四国内では高松貨物ターミナル駅に次ぐ取扱量である。

## 駅周辺
新居浜市の代表駅であるが、中心部からは離れている。中心部へは愛媛県道134号国領高木線が伸びており、新居浜市のシンボルロードと位置付けられている。駅前再開発により周辺では、事業所・商業施設・マンションなどの進出が進んでいる。
- JAえひめ未来新居浜経済センター
- 新居浜駅前郵便局
- 新居浜警察署駅前交番
- 新居浜テレコムプラザ
- フジ 新居浜駅前店
- 河原医療大学校 新居浜校
- 東横イン新居浜駅前
- スーパーホテル新居浜
- ホテルルートイン新居浜
- ファミリーロッジ旅籠屋・新居浜店
- あかがねミュージアム

### 再開発
長年の懸案である駅周辺の再開発が地元住民の根強い反対で幾度も頓挫したが、1998年にようやく事業が開始され2011年に土地区画整理が完成、市の新しい都心としてこれからの発展が期待されている。これに伴い駅舎の外観が改修され、イメージを一新した。2013年現在、駅南側の広場の改修および屋内型の有料駐輪場の整備などが行われている。但し、駅及び鉄道施設等は計画に含まれておらず、駅南部の再開発を待って県の事業として高架化される予定であるが、県は松山駅周辺再開発と高架化事業を優先しており、新居浜市や商工会議所などによる事業化陳情が成されてはいるが予定の目途は立っていない。また財政面や集客力などから駅周辺再開発の効果に疑問視する人も多く、市議会選挙あるいは市長選挙において争点とされることがある。更に前述の通り2000年代後半から2010年代にかけて、新居浜市による再開発に合わせる形で現駅舎自体の外装リニューアルやバリアフリー化などが行われた事や、市が2014年に「駅南地区のまちづくりにおいては、連続立体交差事業を前提としない」としていることから、高架化事業は当面行われる目処は無い状態にある。

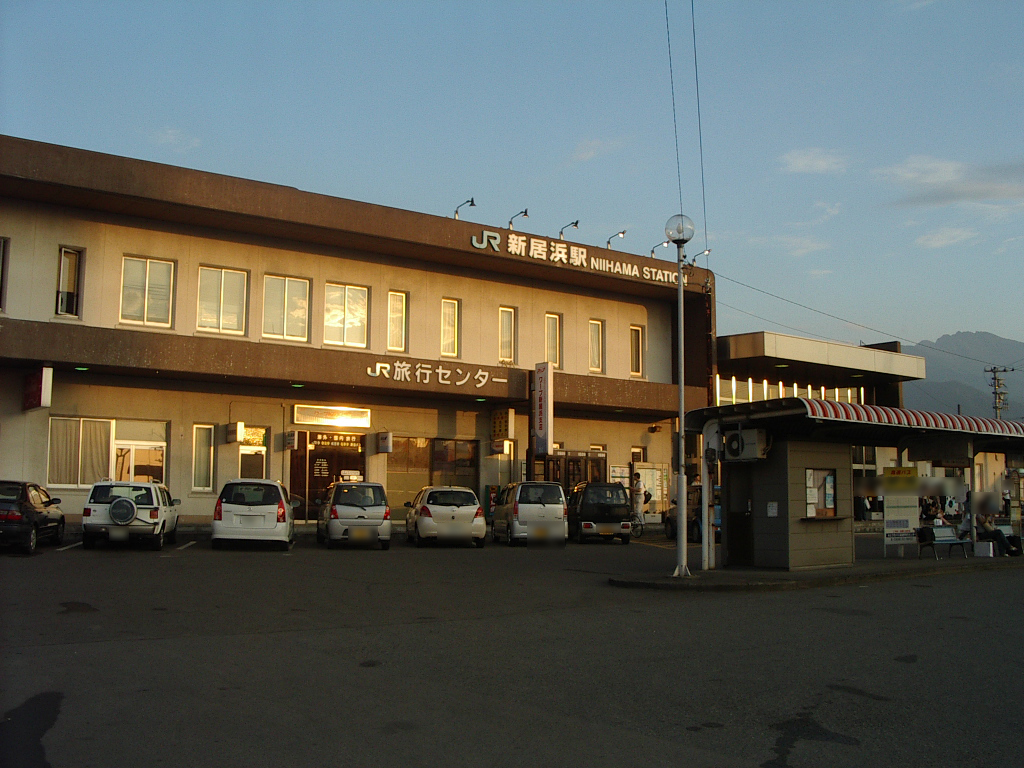
外観改築前の駅舎（2006年8月）
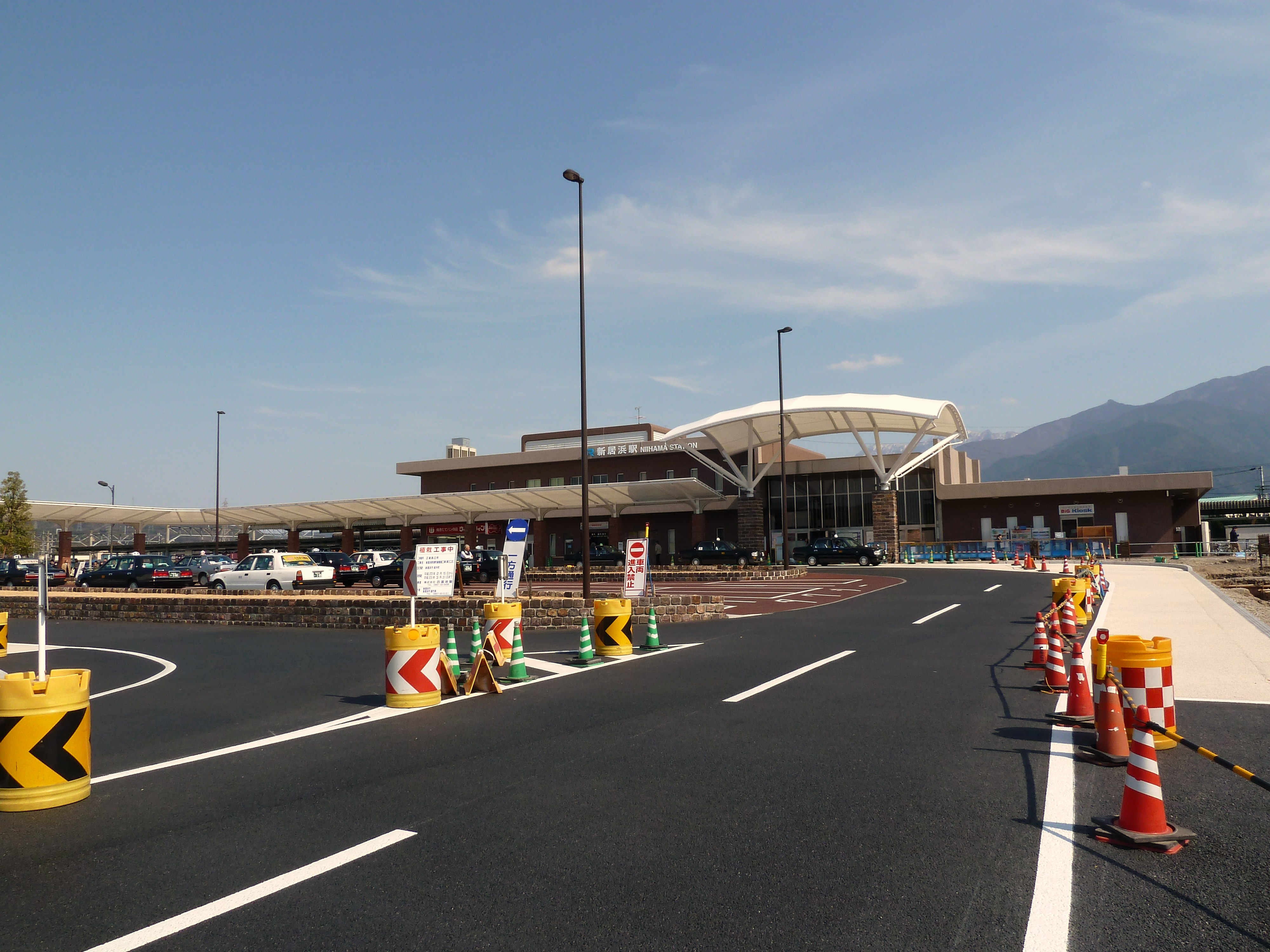
土地区画整理後の駅前（2011年3月）
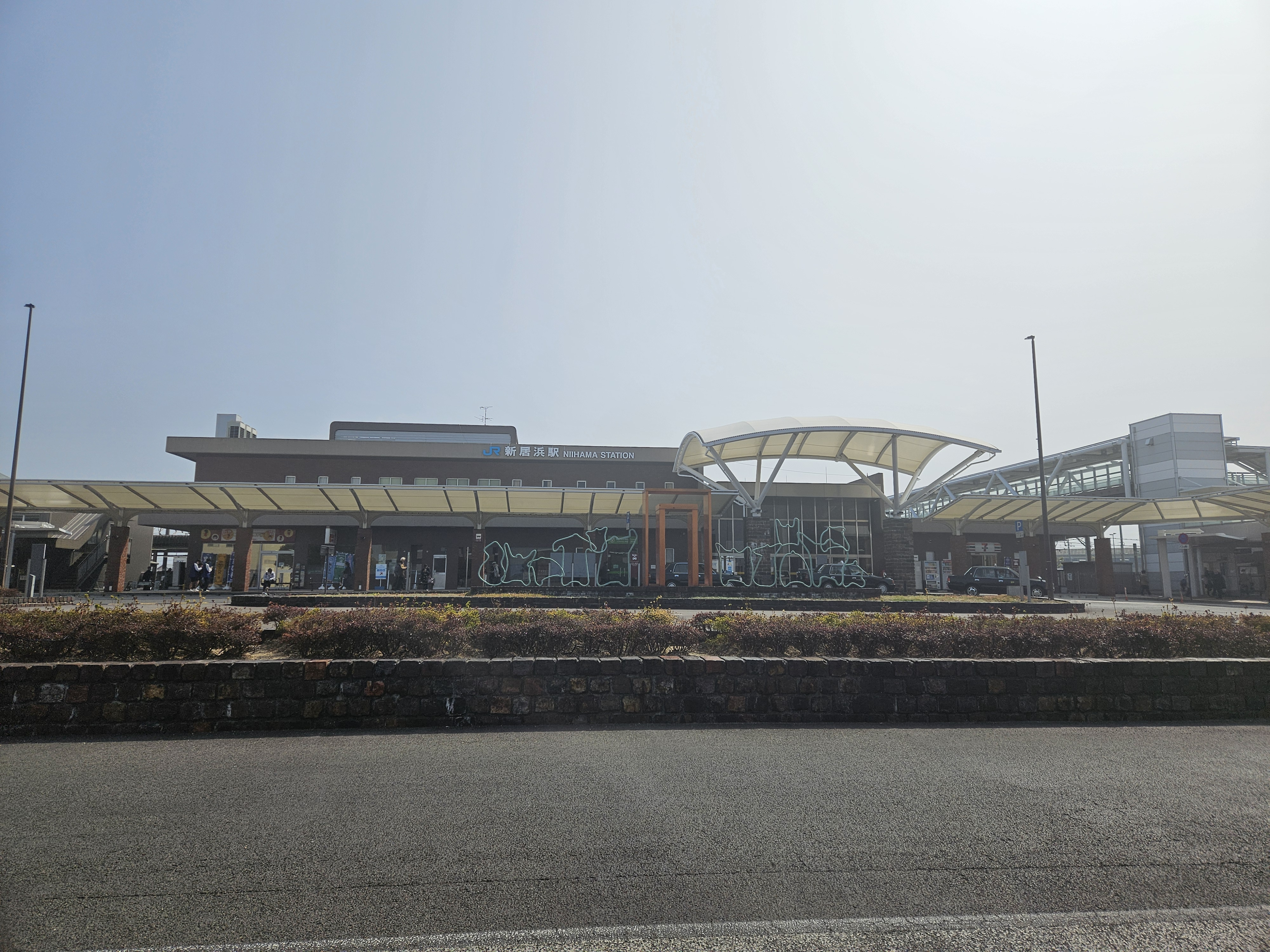
土地区画整理後の駅舎とロータリー（2025年3月）
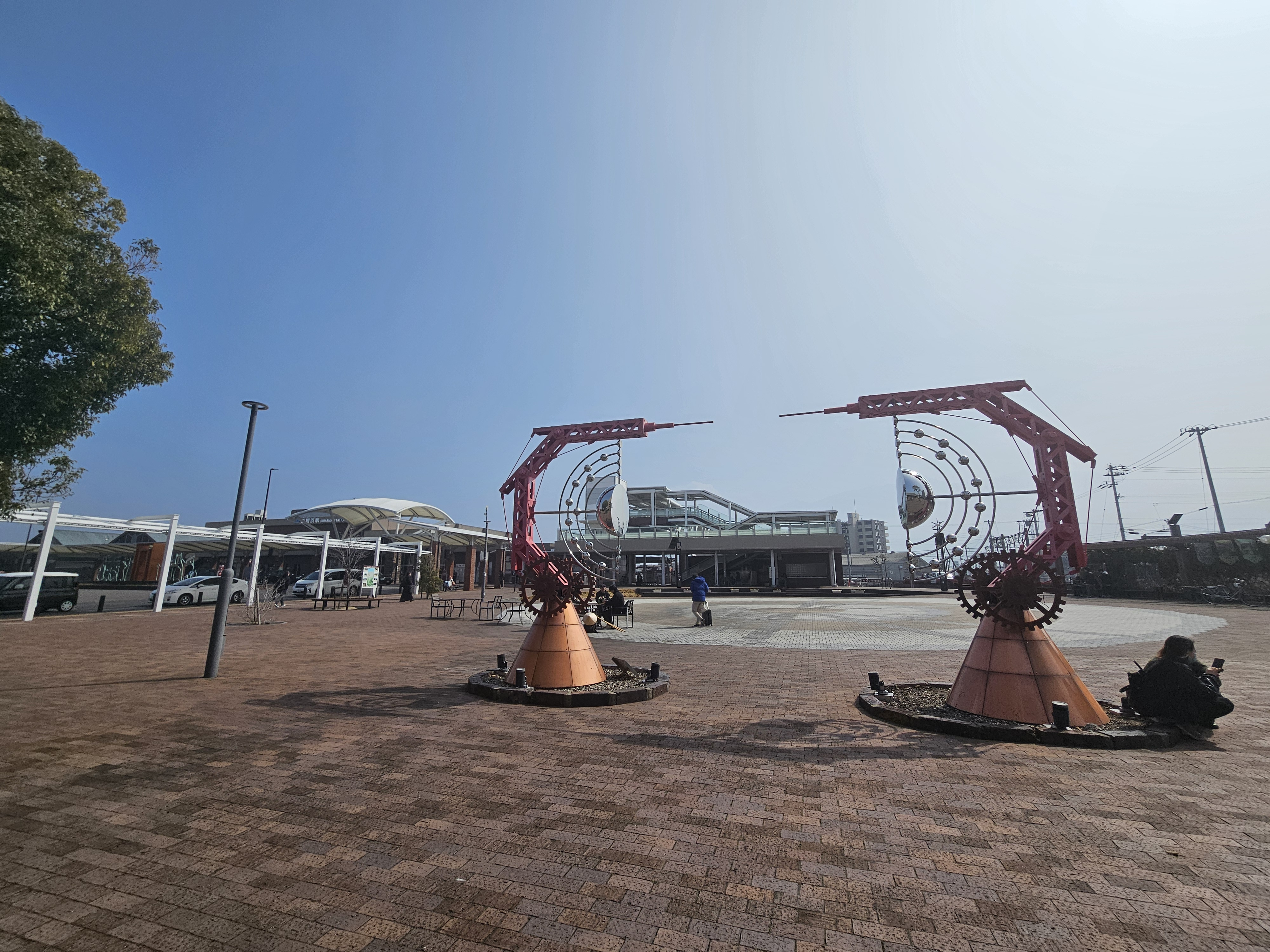
駅西側のモニュメント（2025年3月）

## バス路線
バス停留所は瀬戸内運輸（せとうちバス）の地盤（エリア）であり、同社及び共同運行の阪神バスによる阪神方面への高速バスや、多くの近・中距離路線バスが発着する。市内では住友病院前停留所と並ぶバス交通の拠点としての役割を担う。利用者は近距離に関しては比較的少ないが、高速バス発着時には停留所付近が混み合う場合がある。最も便数の多い路線は、駅から北進し、市役所付近の官庁街・中心商店街地区を経由し住友病院前へ至る路線であり、西条・今治方面へ至る路線もそのほとんどが同区間を重複する。この区間内には、市内最大の商業施設であるイオンモール新居浜の停留所があるため、アクセス手段として用いられている。また、新居浜市が運営する別子山地域バスも本停留所で乗降できる。バスのりばは1・2番の2つがあり、概ね、駅から北（市役所・住友病院前方面）へ向かう路線が1番のりば、駅から南へ向かう路線と高速バスが2番線となっている。なお、改装前は、駅舎前の交通島に発着し、横断歩道を横切る必要があった。新しいターミナルでは、傘をささなくても雨に濡れること無くバスに乗換えられるようになった。また、2012年10月の路線・ダイヤ変更により、これまで新居浜駅からのバス利用では乗継が必要だった愛媛労災病院、十全総合病院へ直接行ける路線が設定された。

### 路線バス
1番乗り場
- 瀬戸内運輸・伊予鉄バス
  - 特急：松山市駅・JR松山駅
- 瀬戸内運輸

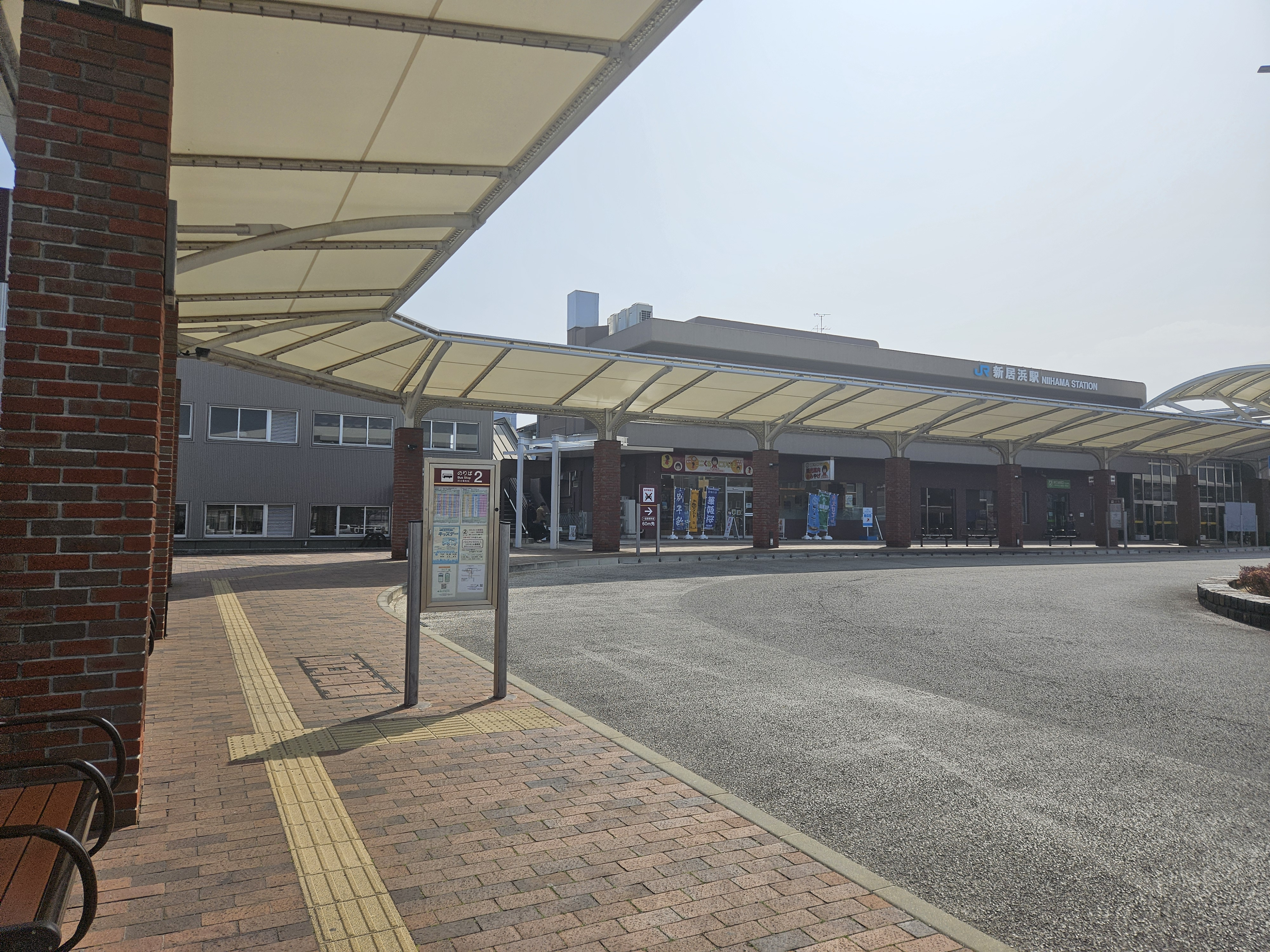
駅前バス停（2025年3月）

  - 西条駅・小松総合支所前・今治駅・今治営業所
  - オレンジフェリー直通連絡バス：東予港（路線バス併用）
  - 新居浜駅・イオンモール新居浜（日曜日・祝日のみ運行）

2番乗り場
- 瀬戸内運輸
  - 黒島
  - 西条済生会病院前
  - 川之江営業所
  - 山根グラウンド・マイントピア別子

別子山地域バス
- 別子山方面 / 住友病院方面（デマンドバス[15]）

### 高速バス
- 瀬戸内運輸・阪神バス
  - いしづちライナー / サラダエクスプレス：大阪梅田（ハービス大阪）

なお、東京行き「パイレーツ号」は当駅を経由しない。新居浜市内の乗車場所は住友別子病院前にある「新居浜西バスターミナル」となる。

### デマンドタクシー
地域乗合デマンドタクシーであり、「おでかけタクシー」という愛称がある。平日の日中時間帯のみ運行するが、新居浜駅は交通連結点として特例で乗り入れる（※新居浜駅は運行エリア外）。登録制で、原則としてバス停留所から直線距離で300メートル以上離れている世帯が登録対象となる。なお、設定路線は下記の通りであるが、各路線とも市内のタクシー会社に運行を委託している。
おでかけタクシー
- 上部西エリア
- 上部東エリア
- 川東エリア

## 隣の駅
四国旅客鉄道（JR四国）
■予讃線
- 特急「しおかぜ」「いしづち」「モーニングEXP高松」停車駅、特急「モーニングEXP松山」始発駅

■快速「サンポート」・■普通
多喜浜駅 (Y28) - 新居浜駅 (Y29) - 中萩駅 (Y30)